# ビル・バレッタ
ビル・バレッタ（Bill Barretta、1964年6月19日 - ）は、ペンシルベニア州のヤードリー出身の人形使い、俳優、プロデューサー、監督。

## 出演作品

### テレビ
1991年-1994年
- 恐竜家族（アール・シンクレア（人形劇のみ）、他）

1996年-1998年
- マペット放送局（ペペ、ボーボー、ジョニー・フィアマ、クルーレス、チャンプ・シュイーマン、ハワード・タブマン、他）

2002年
- マペットのメリー・クリスマス（ロルフ、ペペ、シェフ、ボーボー、ジョニー・フィアマ、ハワード・タブマン、ルー・ジーランド、他）

2005年
- マペットのオズの魔法使い（ロルフ、ペペ、シェフ、ジョニー・フィアマ、ドクター・ティース、ルー・ジーランド、他）

2015年-2016年
- ザ・マペッツ（ロルフ、ペペ、シェフ、ボーボー、ドクター・ティース、他）

2020年
- マペット大集合!（ロルフ、ペペ、シェフ、ドクター・ティース、ボーボー、バッバ、ハワード・タブマン、カール）

### 映画
1996年
- マペットの宝島（クルーレス、他）

1999年
- ゴンゾ宇宙に帰る（バッバ、ペペ、レントロ（ボーボー）、ジョニー・フィアマ、他）
- エルモと毛布の大冒険

2002年
- カーミットのどろんこ大冒険（クローカー、ロイ、ホーレス、他）

2011年
- ザ・マペッツ（ドクター・ティース、ロルフ、ペペ、シェフ、ボーボー、他）

2014年
- ザ・マペッツ2/ワールド・ツアー（ドクター・ティース、ロルフ、ペペ、シェフ、ボーボー、他）

2018年
- パペット大騒査線 追憶の紫影（フィル・フィリップス、ボアー、ジャンクヤード）

2021年
- マペットのホーンテッドマンション（ドクター・ティース、ロルフ、ペペ、シェフ、ボーボー、他）